# Сайпхутхонг

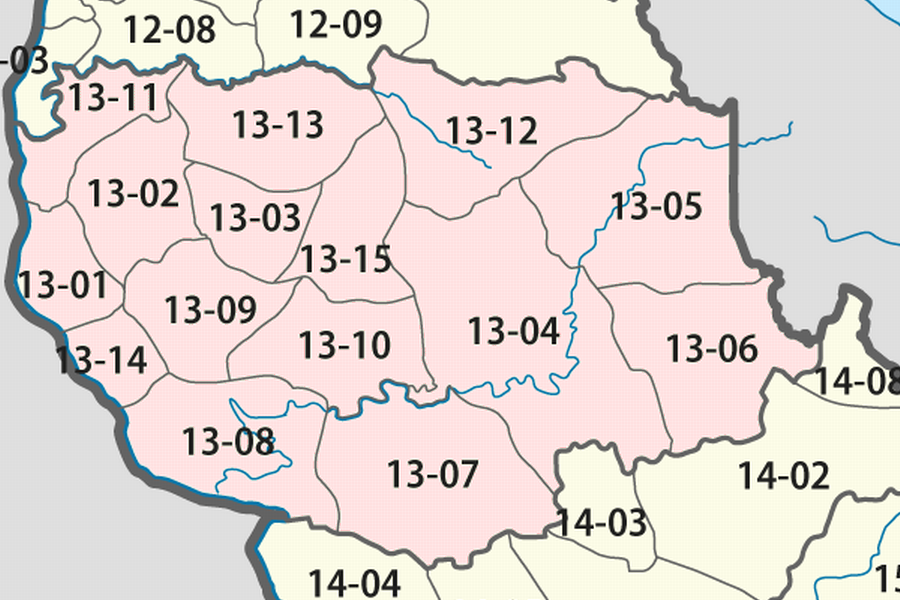
Число 13-14

Сайпхутхонг — один з районів (лаос. ເມືອງ муанг) провінції Саваннакхет, Лаос.